# Maria Emma Gray
Pour les articles homonymes, voir Gray.
Maria Emma Gray (1787-1876) est une botaniste, conchyliologiste, phycologue et illustratrice anglaise.

## Biographie
Elle est née en 1787 à Greenwich, où son père, le lieutenant Henry Smith, est ensuite résident. Elle épouse en 1810 Francis Edward Gray, qui meurt quatre ans plus tard, et a deux filles, qui ont survécu. En 1826, elle épouse son cousin au deuxième degré, John Edward Gray. Elle aide grandement son deuxième mari dans ses travaux scientifiques, en particulier par ses dessins. Entre 1842 et 1874, elle publie cinq volumes de gravures, intitulés Figures de Mollusques, Animaux à l'usage des Étudiants, et elle monte et arrange la plupart des collections Cuming de coquilles du British Museum. 
Elle est aussi très attachée à l'étude des algues, organisant de nombreuses séries pour la présentation aux écoles de tout le pays afin d'encourager l'étude de ce sujet. Sa propre collection est léguée au musée de l'Université de Cambridge, et son aide dans cette branche d'étude est commémoré par son mari en 1866, avec les algues du genre Grayemma. De même, il a nommé deux espèces de lézards en son honneur : Calotes maria et Calotes emma. Il a aussi un médaillon de bronze frappé en 1863, portant leurs portraits, dont une copie est en la possession de la Société Linnéenne. Elle a survécu à son mari, une année, en mourant le 9 décembre 1876.
Son nom a été donné à une espèce Cobe, le Cobe de Mrs Gray.